# Marmosops neblina
Marmosops neblina é uma espécie de marsupial da família Didelphidae. Pode ser encontrada em três áreas de distribuição disjuntas, na região dos tepuis na Venezuela e Brasil; no leste do Equador; e na bacia do rio Juruá, no Brasil. Possivelmente ocorra também no Peru e Colômbia.